# Marcel Grandjany
Marcel Grandjany (París, 3 de setembre de 1891 - Nova York, 24 de febrer de 1975) va ser un compositor francès i intèrpret d'arpa. Una de les seves obres més conegudes és la Fantaisie sur un thème de Haydn (1958).

## Vida
Marcel Grandjany va néixer a París l'any 1891, on va començar els seus estudis d'arpa amb Henriette Renié a l'edat de vuit anys i no va ser fins als onze que va entrar al Conservatori de París on va estudiar amb Alphonse Hasselmans (qui també va ser mestre de Renié). Va destacar de molt jove com a intèrpret gràcies a l'avantatge de tenir uns dits llargs que li van permetre millorar la seva tècnica, de forma que l'any 1905 va guanyar el primer premi del Conservatori de París. Amb només disset anys i va debutar amb els Concerts de l'Orquestra Lamoureux, moment en què també va fer el seu primer recital a la Sala Érard. Aquests concerts van tenir un gran èxit i li van permetre tocar com a solista a nivell internacional, incloent-hi un concert que va realitzar l'any 1913 amb Maurice Ravel a París. A més, va ser organista de la Basílica del Sacré-Coeur durant la Primera Guerra Mundial. Després de tot això, l'any 1922 va debutar com a solista, primerament a Londres i dos anys més tard a Nova York, on va decidir quedar-se i va convertir-se en ciutadà americà l'any 1945. Durant aquest període va estar treballant com a professor: l'any 1938 va ensenyar a la Juilliard School, on també va ser cap de departament d'arpa, tenint entre els seus alumnes a la que seria famosa arpista Eileen Malone, i, aquí hi va estar fins poc temps abans de morir; del 1943 a 1963 va estar al Conservatori de Mont-real; i a l'Escola de Manhattan de l'any 1956 a 1967, any del seu darrer recital.
Va dedicar gran part de la seva vida a compondre, però amb un objectiu didàctic. És a dir, les seves publicacions pretenen ser d'utilitat pels estudiants d'arpa de forma que s'adapta a les necessitats dels seus alumnes o atenent a les dificultats que puguin sorgir. Així doncs, en col·laboració amb el seu alumne i assistent Jane Weidensaul va publicar diverses composicions per a arpa sola de dificultat progressiva i fins i tot, va adaptar a aquest instrument una varietat de música d'altres compositors rellevants com Purcell, Kuhnau, Lully, Couperin i Händel (Petite Suite Classique, Carl Fisher/Boosey), i també va adaptar estudis de Johann Sebastian Bach a Études for Harp (Carl Fisher/Boosey). El seu mètode didàctic d'ensenyament i aprenentatge de l'instrument va tenir gran influència a escala mundial i que també emprava el seu contemporani Carlos Salzedo (1885 – 1965).

## Obra
L'obra de Grandjany va sorgir envoltada de la riquesa musical que havia adquirit en els seus aprenentatges al Conservatori de París, però amb la música que s'estava creant als Estats Units, música, com dèiem, d'arrel europea, però adaptada a les necessitats dels músics nord-americans, donant com a resultat una obra d'estil romàntic amb essència clàssica.
Una de les seves obres més conegudes és la Fantaisie sur un thème de Haydn, de l'any 1958, basada en la Simfonia núm. 53 de Joseph Haydn. Aquesta peça segurament va rebre la influència de l'estil musical que es desenvolupava a Nova York durant els anys que hi va viure, a més de la influència que va rebre durant els seus anys d'aprenentatge a París, on es va desenvolupar amb el context musical que allà es cultivava. Endemés, la va compondre en un moment de la seva vida en el qual ja havia assolit certa experiència amb diverses publicacions, i aquesta obra detona la maduresa compositiva arran de l'entorn on es va educar i formar professionalment.